# معركة حريتان
معركة حريتان أو هجوم حريتان هي معركة وقعت 26 أكتوبر 1918م في بلدة حريتان التابعة لولاية حلب في سوريا زمن الدولة العثمانية وتمثل هذه المعركة جزء من الحرب العالمية الأولى.
أنطلقت القوات البريطانية من حلب نحو حريتان واشتبكت مع القوات العثمانية وحققت انتصاراً عليهم وأجبرتهم على التراجع حوالي 32 كيلومتر .